# エトワール (薬師丸ひろ子のアルバム)
『エトワール』は、2018年5月9日にリリースされた薬師丸ひろ子のスタジオ・アルバム。発売元はビクターエンタテインメント。初回限定プレミアム盤の商品番号は VIZL-1364。通常盤は VICL-64987。

## 概要
薬師丸ひろ子の10枚目のオリジナル・アルバム。オリジナルとしては、『-恋文- LOVE LETTER』（1998年）以来20年ぶりのリリースとなる。全11曲を収録。初回限定プレミアム盤は通常CDと全曲のインストゥルメンタルのボーナスディスク（2枚とも高音質のSHM-CD）からなり、LPサイズのジャケット、LPサイズのフォトブックレットとポスターが封入されている。通常盤はボーカルCDのみ。
アルバムのタイトル『エトワール』について薬師丸は、「″星″という意味があって、うつむくのではなく、ちょっと上を向いてみようとか、遠くの空から自分のことを見守ってくれている人がいるとか、色々な意味合いが込められています。」と話す。詞については「人生の応援歌というか、生きていく上で誰かにちょっと背中を後ろから ″ポンポン″ とたたいて貰ったり、そっと気持ちに寄り添うような言葉が多く集まったと思います。」としている。また、長い間アルバムのリリースは途絶えていたがコンサートは続けていたので、聴いてくれる方々の顔を思い浮かべて制作したといい、「とにかくメロディーが美しくて皆さんがホッと出来るようなものを作りたいなと思いました。ピアノやストリングスの音色が好きなので、ある時はダイナミックな交響曲のようなもの、ある時はピアノが囁きかけるようなものという風に、様々な要素がアルバムに入っています。」と話している。
「窓」はNHKの音楽番組『みんなのうた』の2018年4、5月の新曲として放送された。また「こころにすむうた」は、NHK『ラジオ深夜便』の2018年4、5月の「深夜便のうた」に採用された。
オリコンチャートの登場週数は8週、チャート最高順位は週間16位、累計7,380枚のセールスを記録した。

## 収録曲

### CD
| #   | タイトル               | 作詞           | 作曲       | 編曲     | コーラスアレンジ | 時間 |
| --- | ---------------------- | -------------- | ---------- | -------- | ---------------- | ---- |
| 1.  | 「エトワール」         | 薬師丸ひろ子   | 高橋啓太   | 兼松衆   |                  | 4:38 |
| 2.  | 「まなざし」           | 松井五郎       | 松本俊明   | 坂本昌之 |                  | 5:45 |
| 3.  | 「野の花」             | 高橋啓太       | 高橋啓太   | 兼松衆   |                  | 6:01 |
| 4.  | 「ここからの夜明け」   | 松井五郎       | 兼松衆     | 兼松衆   |                  | 5:28 |
| 5.  | 「窓」                 | 松井五郎       | 松本俊明   | 兼松衆   |                  | 5:11 |
| 6.  | 「こころにすむうた」   | 岡田惠和       | 兼松衆     | 兼松衆   |                  | 5:18 |
| 7.  | 「私の勝手に好きな人」 | さかいゆう     | さかいゆう | 鈴木正人 | さかいゆう       | 5:40 |
| 8.  | 「明日が来る」         | いしわたり淳治 | 兼松衆     | 兼松衆   |                  | 4:45 |
| 9.  | 「アナタノコトバ」     | 薬師丸ひろ子   | 池田綾子   | 河野伸   |                  | 5:21 |
| 10. | 「今日がはじまるなら」 | 岡田惠和       | 兼松衆     | 兼松衆   |                  | 4:50 |
| 11. | 「愛しい人」           | いしわたり淳治 | 兼松衆     | 兼松衆   |                  | 5:33 |

| #   | タイトル                             | 作詞 | 作曲・編曲 | 時間 |
| --- | ------------------------------------ | ---- | ---------- | ---- |
| 1.  | 「エトワール」(instrumental)         |      |            | 4:38 |
| 2.  | 「まなざし」(instrumental)           |      |            | 5:45 |
| 3.  | 「野の花」(instrumental)             |      |            | 6:01 |
| 4.  | 「ここからの夜明け」(instrumental)   |      |            | 5:28 |
| 5.  | 「窓」(instrumental)                 |      |            | 5:11 |
| 6.  | 「こころにすむうた」(instrumental)   |      |            | 5:18 |
| 7.  | 「私の勝手に好きな人」(instrumental) |      |            | 5:40 |
| 8.  | 「明日が来る」(instrumental)         |      |            | 4:45 |
| 9.  | 「アナタノコトバ」(instrumental)     |      |            | 5:21 |
| 10. | 「今日がはじまるなら」(instrumental) |      |            | 4:50 |
| 11. | 「愛しい人」(instrumental)           |      |            | 5:33 |